# Saint-Gervasy
Saint-Gervasy är en kommun i departementet Gard i regionen Occitanien i södra Frankrike. Kommunen ligger i kantonen Marguerittes som tillhör arrondissementet Nîmes. År 2022 hade Saint-Gervasy 1 990 invånare.

## Befolkningsutveckling
Antalet invånare i kommunen Saint-Gervasy
Referens:INSEE